# Mary Howe
Mary Howe (* 4. April 1882 in Richmond; † 14. September 1964 in Washington, D.C.) war eine US-amerikanische Pianistin und Komponistin.

## Leben und Werk
Mary Howe studierte Klavier bei Richard Burmeister in Dresden und Komposition bei Gustav Strube und Nadia Boulanger. Sie erhielt ihr Diplom für Komposition vom Peabody Conservatory of Music in Baltimore.
Seit 1925 trat Mary Howe als Komponistin hervor. Sie schrieb Orchestermusik wie Rock oder die Agreeable Ouverture, Streichquartette, die Suite für Streichquartett und Klavier, vier Stücke für Bläserquintett, eine Violinsonate, ein Klaviertrio sowie weitere Kammermusik. Darüber hinaus schrieb sie Werke für zwei Klaviere, Chormusik (darunter Prophecy 1792, Chain Gang Song, Song of Psalms) sowie Lieder.